# لاديسلاف موسينا
لاديسلاف موسينا هو عالم نبات، وأستاذ جامعي سلوفاكي، وُلد في 28 مايو (أيار) 1956، ويترأس حاليًا كرسي إيلوكا لعلم النبات والجغرافيا الحيوية في كلية العلوم الحيوية بجامعة أستراليا الغربية في بيرث.

## حياته
وُلد لاديسلاف موسينا في 28 مايو (أيار) 1956 في مدينة بييشتاني بسلوفاكيا، ودرس علم النبات، وعلم الغطاء النباتي، وعلم بيئة النبات، وتصنيف النباتات في جامعة كومينيوس في مدينة براتيسلافا بسلوفاكيا، وتخرج منها عام 1979، ثُم استكمل دراسته في الأكاديمية السلوفاكية للعلوم بدءًا من عام 1979 وحتى عام 1983، ثُم في جامعة فيينا في النمسا، ثُم التحق في عام 1989 بالدراسة في جامعة برلين للتقنية بألمانيا وحصل منها على درجة الدكتوراه في علم النبات عام 1990، ثُم استكمل دراسات ما بعد الدكتوراه في جامعة نيميخين في هولندا.

## مسيرته المهنية
التحق لاديسلاف موسينا بعد تخرجه بالعمل الأكاديمي فعمل كزميل زائر وأستاذ لعلم النبات في العديد من الجامعات والمؤسسات التعليمية مثل جامعة ترييستي وجامعة كاميرينو وجامعة بيروجيا وجامعة روما في إيطاليا، وجامعة أوبسالا في السويد، وجامعة الكويت في الكويت، وجامعة أستراليا الغربية في بيرث بأستراليا، بالإضافة إلى جامعة بريتوريا وجامعة الشمال وجامعة فري ستيت في جنوب أفريقيا. ارتبط اسم البروفيسور لاديسلاف موسينا في سلوفاكيا بالأكاديمية السلوفاكية للعلوم، وبعد هجرته إلى النمسا، عمل أستاذًا في جامعة فيينا. شغل لاديسلاف موسينا لفترة طويلة منصب نائب رئيس الجمعية الدولية لعلوم النبات، وكان مؤسسا مشاركًا ورئيسًا لمجموعة المسح النباتي الأوروبي، وهي مجموعة عمل تابعة للجمعية الدولية لعلوم النبات، ومؤسسًا مشاركًا لقاعدة البيانات الوطنية للنباتات في جنوب أفريقيا، ومنسقًا علميًا لمشروع خريطة النباتات في جنوب أفريقيا وليسوتو واسواتيني التابع للمعهد الوطني للتنوع البيولوجي في جنوب أفريقيا، بالإضافة إلى كونه عضوًا مؤسسًا ومحررًا سابقًا لمجلة علم النبات التطبيقي المحكمة.

### مشروع الغطاء النباتي في أوروبا
قاد لاديسلاف موسينا مشروعًا بدأ عام 2001 بالتعاون مع 32 باحثًا من مختلف دول العالم، لجمع وصف شامل للغطاء النباتي في أوروبا، نُشرت نتائج المشروع عام 2016، وقد أسفر هذا المشروع عن تطوير نظام تصنيف جديد للغطاء النباتي في أوروبا. وهو نظام تصنيف هرمي نباتي للنباتات الوعائية، والطحالب، والأشنات، ومجتمعات الطحالب، يدمج التصنيفات السابقة. كما نتج عن المشروع إنشاء قائمة مراجع شاملة، وقاموس مصطلحات، وقوائم بالأنواع، بالإضافة إلى إنشاء نظام خبير يُصنّف الصور الاجتماعية النباتية إلى وحدات أعلى (الرتب والفئات). وقد طُوّر برنامج مُستعرض يوروفيج خصيصُا لعرض نتائج ذلك النظام الخبير.

## الدراسات والأبحاث
ألف لاديسلاف موسينا وشارك في تأليف 28 كتابًا ومجلدًا علميًا بالإضافة إلى أكثر من 300 ورقة بحثية وفصل كتاب مُحكّم تمحورت موضوعاتها حول مسوحات الغطاء النباتي، وعلم الغطاء النباتي النظري، والأساليب العددية، وجمع البيانات في علم بيئة النبات، والجغرافيا الحيوية، وبيئة السكان، وعلم الأحياء التطوري، وتصنيف النباتات، وركزت أبحاثه الأخيرة على قواعد تجميع المجتمعات واستخدام الأنواع النباتية الوظيفية في علم بيئة المجتمع، مع التركيز بشكل خاص على الأراضي الشجرية وشبه الصحراوية في منطقة البحر الأبيض المتوسط. شارك لاديسلاف موسينا في العديد من المشاريع العلمية المهمة مثل مشروع مسح الغطاء النباتي في النمسا، ومشروع دراسات أنماط الغطاء النباتي وبيئة السكان في المراعي الجافة في أوروبا الوسطى، ومشروع معايرة قواعد التصنيف لتوجيه الموائل الذي أجري تحت إشراف الاتحاد الأوروبي. وفي عام 2016 نشر لاديسلاف موسينا، بمشاركة فريق بحثي تكون من 32 عالمًا متخصصا في علم النبات، أول نظام نباتي قاري، وهو نظام نباتات أوروبا، وقد نُشر هذا النظام في مجلة علم النبات التطبيقي المحكمة.

## التكريمات والجوائز
مُنح لاديسلاف موسينا الجنسية النمساوية في عام 1990 تقديرًا لجهوده ومُساهماته الخاصة. وفي عام 2016 حصل لاديسلاف موسينا على ميدالية هولوبي من الجمعية النباتية للأكاديمية السلوفاكية للعلوم، ثُمّ مُنح في نفس العام عضوية فخرية في الأكاديمية المجرية للعلوم، وفي عام 2018 مُنح العضوية الفخرية في الجمعية الدولية لعلوم الغطاء النباتي.